# 神速
神速（英語：Godspeed）或奧格斯·哈特（August Heart），是美國 DC Comics 出版的漫畫書角色。哈特是一名偵探，也是閃電俠（巴里艾倫）在警察部隊中最好的朋友之一。當他的兄弟被謀殺並且他懷疑的那個人被無罪釋放時，他變得複仇並最終獲得了基於速度的超能力。戴上 Godspeed 的身份，Heart 變成了一個決心殺死罪犯而不是監禁他們的警察，與閃電俠形成對立面。自2016年推出以來，他在漫畫書和改編媒體中被描繪為超級反派和反英雄。
該角色在電視劇《閃電俠》第5季中首次亮相，由金德爾·查特斯（Kindall Charters）飾演，黃榮亮配音。 

## 其他媒體
- 綠箭宇宙